# Sébastien Meoli
Sébastien Meoli (Lausanne, 1980. augusztus 2. –) svájci-olasz labdarúgóhátvéd.

## Pályafutása
2000 és 2003 között a Lausanne-Sport, 2003 és 2006 között a Sion, 2006 és 2010 között az Yverdon-Sport labdarúgója volt. 2010-ben kölcsönben ismét a Lausanne-Sport játékosa lett. majd 2010 és 2014 között újra szerződtette első klubja.

## Sikerei, díjai
FC Sion
- Svájci kupa
  - győztes: 2006